# Ендрю, герцог Йоркський
Принц Ендрю, герцог Йоркський (англ. Prince Andrew Duke of York, повне ім'я Ендрю Альберт Крістіан Едвард, англ. Andrew Albert Christian Edward; нар. 19 лютого 1960) — британський принц, віцеадмірал (2015). Третя дитина і другий син королеви Великої Британії Єлизавети II. Посідає 8-е місце в порядку спадкування британського престолу (після народження 2021 року дочки Лілібет у Гаррі, герцога Сассекського, і його дружини Меган Маркл).

## Біографія
Народився 19 лютого 1960 року. Він є третім з чотирьох дітей в королівській родині: перший є Чарльз, спадкоємець британського престолу, який народився 1948 року, другою є принцеса Анна — яка народилася на два роки пізніше, а принц Едвард, граф Вессекський, є наймолодшою дитиною, народився 1964 року. 8 квітня 1960 архієпископ Кентерберійський Джеффрі Фішер охрестив хлопчика в Музичній кімнаті Букінгемського палацу. На хрестинах була присутня сестра російського імператора Миколи II - велика княгиня Ксенія Олександрівна. Ендрю став першою дитиною, народженою в сім'ї панівного монарха (Єлизавета II зійшла на престол 1952 року), з часу принцеси Беатріс — дочки королеви Вікторії (1837—1901). Як і старші брат і сестра, Ендрю виховувався в стінах Букінгемського палацу гувернанткою. Вона ж навчала його до 5 років, потім хлопчика відправили в приватну школу Хезердаун недалеко від Аскота, графство Беркшир. У вересні 1973 року принц вступив до елітної школи-пансіону Ґордонстоун на півночі Шотландії. У юності він легко справлявся з навчальним матеріалом, і з січня до червня 1977 року стажувався в коледжі Лейкфілд у Канаді. Два роки по тому він закінчив Ґордонстоун, склавши іспит з англійської мови, історії, економіки і політології. У квітні 1979 року Ендрю вирушив навчатись до Британського королівського військово-морського коледжу на пілота військової авіації.

## Звинувачення у сексуальному насильстві
9 серпня 2021 року американка Вірджинія Джуффре (Робертс) подала позов до окружного суду США на Мангеттені, стверджуючи, що постраждала від сексуального насильства з боку принца Ендрю в Лондоні та Нью-Йорку. Вона свідчила, що її продав для сексу американський фінансист, відомий за колективними звинуваченнями у сутенерстві неповнолітніх, Джеффрі Епштайн, який дружив із принцом. Джуффре також свідчила, що зазнала сексуального насильства з боку Епштейна у період з 2000 до 2002 року, коли їй було 17 років, а принц чинив над нею насильство, коли вона теж була неповнолітньою.

## Родовід Ендрю Віндзора, герцога Йоркського
| Пращури 1. Ендрю Віндзор, герцог Йоркський         | Пращури 1. Ендрю Віндзор, герцог Йоркський              | Пращури 1. Ендрю Віндзор, герцог Йоркський                          |
| -------------------------------------------------- | ------------------------------------------------------- | ------------------------------------------------------------------- |
| 2. Батько: Філіпп Маунтбеттен, герцог Единбурзький | 4. Дід: Андрій, принц Данський і Грецький               | 8. Прадід: Георг I, король Греції                                   |
| 2. Батько: Філіпп Маунтбеттен, герцог Единбурзький | 4. Дід: Андрій, принц Данський і Грецький               | 9. Прабабуся: Велика Княжна Ольга Костянтинівна                     |
| 2. Батько: Філіпп Маунтбеттен, герцог Единбурзький | 5. Бабуся: Принцеса Аліса Баттенберзька                 | 10. Прадід, жіноча лінія: Людвиг Александр Баттенберг               |
| 2. Батько: Філіпп Маунтбеттен, герцог Единбурзький | 5. Бабуся: Принцеса Аліса Баттенберзька                 | 11. Прабабуся, жіноча лінія: Принцеса Вікторія Гессен-Дармштадтська |
| 3. Мати: Єлизавета II, королева Великої Британії   | 6. Дід, жіноча лінія: Георг VI, король Великої Британії | 12. Прадід, жіноча лінія: Георг V, король Великої Британії          |
| 3. Мати: Єлизавета II, королева Великої Британії   | 6. Дід, жіноча лінія: Георг VI, король Великої Британії | 13. Прабабуся, жіноча лінія: Марія Текська                          |
| 3. Мати: Єлизавета II, королева Великої Британії   | 7. Бабуся, жіноча лінія: Єлизавета Боуз-Лайон           | 14. Прадід, жіноча лінія: Клод Джордж Боуз-Лайон                    |
| 3. Мати: Єлизавета II, королева Великої Британії   | 7. Бабуся, жіноча лінія: Єлизавета Боуз-Лайон           | 15. Прабабуся, жіноча лінія: Сесилія Ніна Кавендіш-Бентінк          |